# Artur Karpik
Artur Karpik – szef propagandy na miasto Warszawę i Pomorze Organizacji Wojskowej „Wilki”.
Aresztowany 9 maja 1941 roku, osadzony na Pawiaku, wywieziony 24 lipca 1941 roku do obozu koncentracyjnego w Oświęcimiu.